# واهان کارداشیان
واهان کارداشیان (ارمنی: Վահան Քարտաշեան؛ زاده ۱ دسامبر ۱۸۸۳ – درگذشته ۱۱ ژوئن ۱۹۳۴) وکیل و کارشناس سیاسی ارمنی‌تبار اهل ایالات متحده آمریکا بود.

## زندگی‌نامه
او در قیصریه (اسرائیل کنونی) از مستغلات امپراطوری عثمانی متولد شد. واهان یک فعال سیاسی بود که در ۱ دسامبر ۱۸۸۲ یا ۱۸۸۳ در کالج آمریکایی لیسیم در فرانسه تحصیل کرد. کارداشیان در سال ۱۹۰۲ به آمریکا مهاجرت کرد. او در سال ۱۹۰۴ در دانشگاه ییل به ادامه تحصیل پرداخت. در همان سال، کتابی به نام امپراتوری عثمانی در قرن بیستم نوشت. کارداشیان در سال ۱۹۰۹ وارد انجمن وکلای ایالتی نیویورک شد و شروع به فعالیت‌های حقوقی کرد. در سال ۱۹۱۳ او نماینده مالی امپراتوری عثمانی در آمریکا بود. قبل از نسل‌کشی ارمنی‌ها در ۱۹۱۵، او به عنوان مشاور و متخصص آمار اتاق بازرگانی عثمانی در آمریکا خدمت کرد. وی مشاور سفارت عثمانی در واشینگتن دی سی و سپس به کنسولگری عثمانی در نیویورک از سال ۱۹۱۰ تا ۱۹۱۵ منتقل شد. او چندین کتاب در خصوص مسئله ارمنی نوشته‌است. برخی نویسندگان با اشاره به مقاله فوت او، نوشته‌اند او اشاره کرده‌است که در نسل‌کشی ارمنی‌ها او همراه با خواهر، مادر و برادرش جان سالم به در برده‌است.

## فعالیت‌های سیاسی
در اوایل سال ۱۹۱۹، کارداشیان کمیتهٔ آمریکایی استقلال ارمنستان (ACIA) را تأسیس کرد و رهبری لابی در ایالات متحده را برای حمایت از استقلال ارمنستان در دست گرفت. او به یک کادر برجسته از آمریکایی‌های شناخته شده، اثرگذار و مورد احترام تبدیل شد تا به کمیته آمریکایی استقلال ارمنستان (ACIA) خدمت کنند، او این مسئله را در سطوح بالای حکومت فدرال ایالات متحده آمریکا دنبال و تقویت نمود.
کارداشیان تا زمان مرگش در سال ۱۹۳۴ به تلاش‌هایش ادامه داد.